# Statue de Bismarck (Ascheffel)

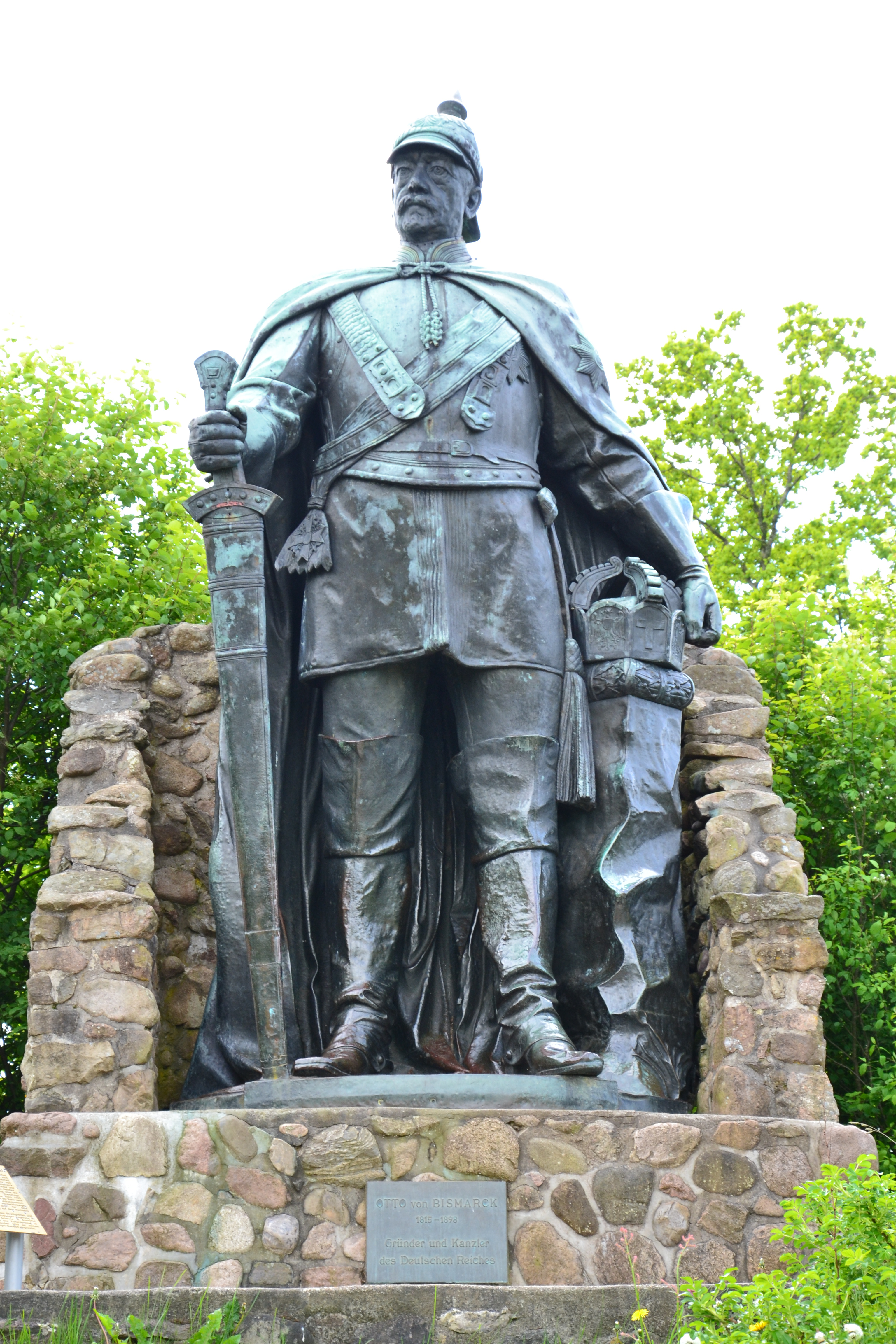
Statue de Bismarck.

La statue de Bismarck (Bismarck-Standbild) est une statue représentant le chancelier Otto von Bismarck (1815-1898) située au sud d'Ascheffel sur une hauteur de l'Aschberg à 98 mètres d'altitude. 

## Histoire
La statue mesure 7 mètres de hauteur. Elle a été conçue par le sculpteur Adolf Brütt et réalisée par le sculpteur sur métal Gustav Lind en cuivre repoussé. 
À l'origine,  cette statue se trouvait à 100 km plus loin au nord, dans une niche de la tour Bismarck installée en haut du Knivsberg près d'Apenrade dans le Schleswig du Nord et a été inaugurée le 4 août 1901. En 1919, à l'annonce du référendum du Schleswig du Nord pour son appartenance au Danemark, la statue est placée par précaution dans un entrepôt par la Knivsberg-Gesellschaft. Elle reste de nombreuses années dans un entrepôt d'Ascheffel.
La statue est installée au Aschberg et inaugurée pour la fête de la Marche du Nord (qui remplace celle du Knivsberg) les 6-7 septembre 1930. 